# España cañí
España cañí (Malerisches Spanien), auch España gitana, ist ein bekanntes Stück spanischer Musik. Der Paso Doble wurde 1923 von Pascual Marquina Narro (1873–1948) geschrieben. Die erste Aufnahme fand 1926 mit der Kapelle des Regiment Ingenieros de Madrid statt. 1927 wurde das Stück von der Kapelle Regal und des Regimiento de Badajoz N.º 73 aufgenommen. 1928 folgte die als La Argentinita bekannte Encarnación López Júlvez (1895–1945) mit einer Version mit Kastagnetten und Aufstampfen. Rondalla Usandizaga nahm es 1929 bei Victor Recordings auf. 1931 gab das Haus Odeón eine von Alfredo Corral Moraleda getextete und von Marcos Redondo gesungene Version heraus, welche von der Kapelle Odeón und dem Dirigenten Antonio Capdevila begleitet wurde.
Der Hauptrefain besteht aus acht Takten mit arpeggiertem Akkord.
Die Musik wird bei Tanzturnieren sehr häufig für den Paso Doble verwendet, da er gut geeignet ist, Choreographien zu gestalten, die den Tanz zur Geltung bringen.
Letra del pasodoble (Version von 1931) von Alfredo Corral Moraleda († 1932)
Siempre fue cañí, poesía en flor,

esta España de mujeres bellas

con fuego en los ojos

que enciende pasión.

En el Albaicín gitano,

que es un derroche de luz,

son las zambras de las cuevas,

un místico cuadro andaluz.

El calé y la bailaora

y el mocito cantaor

dan a la fiesta andaluza

mayestático fulgor.

Fiesta gitana,

gentil cuadro de España... cañí.

Admirando a to' lo gitano

en sus cuadros sin igual,

Julio Romero evoca

el ambiente y el cantar.

Es de España Andalucía

un crisol de oro y un lindo vergel

donde palpita la vida

de ese pueblo hispano que nos vio nacer.

Ésta es mi España, la tierra más bravía.

¡España cañí!
Es war immer malerisch, Poesie in Blüte,

dieses Spanien der schönen Frauen.

mit Feuer in den Augen

das Leidenschaft entfacht.

Im Albaicín der Gitanos,

der von Licht überfließt

ist der Trubel in den Höhlen,

ein mystisches andalusisches Gemälde.

Der Calé und die Tänzerin

und der Sängerbursche

geben der andalusischen Fiesta

majestätischen Glanz.

Gitano-Fest,

freundliches Bild Spaniens ... malerisch.

Dich bewundernd, oh Gitano

in seinen unvergleichlichen Bildern,

schildert Julio Romero

die Atmosphäre und den Gesang.

Andalusien ist Spaniens

goldner Tiegel und hübscher Obstgarten.

Dort pulsiert das Leben

des hispanischen Ortes unserer Geburt.

Das ist mein Spanien, das wildeste Land.

Malerisches Spanien!
Einen anderen Text, der noch stärker den Stolz des Gitano auf seine Heimat und seine Herkunft hervorhebt, sang Manolo Escobar.